# Erwin Plöckinger
Erwin Plöckinger (* 22. April 1914 in Karwin, Österreichisch-Schlesien; † 30. Dezember 1994 in Wien) war ein österreichischer Montaningenieur.

## Leben
Plöckinger entstammte einer alten Hammergewerkenfamilie in Karwin, heute Dolý. Nach Besuch der Grundschule und des Gymnasiums studierte er Chemie an der Deutschen Technischen Hochschule in Prag. Sein Studium schloss er als Dipl.-Ing. chem. ab. Nach dem Studienabschluss in Prag kam Plöckinger zur Alpinen Montangesellschaft nach Donawitz und studierte in dieser Zeit an der Montanistischen Hochschule in Leoben, wo er 1943 den Grad als Dipl.-Ing. mont. erwarb. Plöckinger war Mitglied der Corps Frankonia Prag (1933) und Schacht (1942).
1944 wurde Plöckinger Betriebsleiter des Elektrostahlwerks. Er nahm am Zweiten Weltkrieg teil und kehrte nach kurzer Gefangenschaft nach Donawitz zurück. 1947 arbeitete er bei der Erstellung des österreichischen Stahlplans mit. 1949 promovierte er an der Montanistischen Hochschule über die Metallurgie des Chroms bei den basischen Stahlherstellungsverfahren. Er wurde 1950 Leiter der Versuchsanstalt und Qualitätsstelle der Eisenwerke Breitenfeld GmbH, 1954 Leiter der metallurgischen Abteilung der Röchling´schen Eisen- und Stahlwerke in Völklingen, 1958 Leiter der Abteilung Schmelzmetallurgie der Zentralforschung Krupp in Essen und 1960 Leiter der Forschungs- und Entwicklungsabteilung der Böhler-Werke (VEW).
1960 habilitierte sich Plöckinger an der Montanistischen Hochschule in Leoben für das Fachgebiet „Arbeitsmethodik metallurgischer Forschungs- und Entwicklungsaufgaben“. Ab 1966 lehrte er dort als außerordentlicher Professor. 1970 wurde er korrespondierendes, 1977 wirkliches Mitglied der Österreichischen Akademie der Wissenschaften; von 1982 bis 1985 war er deren Präsident. Er war ab 1977 Mitglied der Freimaurerloge Zukunft und 1982 Gründungsmitglied er Loge Prometheus.

## Auszeichnungen
- 1969: Peter-Tunner-Medaille
- 1970: Goldenes Ehrenzeichen für Verdienste um die Republik Österreich[3]
- 1977: Wilhelm-Exner-Medaille des Österreichischen Gewerbevereins
- 1984: Ehrendoktorat der Montanuniversität Leoben
- 1985: Großes Silbernes Ehrenzeichen für Verdienste um das Land Wien

## Schriften
- Die Edelstahlerzeugung, 1950 (mit F. Leitner)
- Elektrostahlerzeugung, 1964 (mit F. Sommer)
- Electric Furnace Steel Production, 1985 (Hg. mit O. Etterich)